# Taux de défaillance
Le taux de défaillance, ou taux de panne, est une expression relative à la fiabilité des équipements et de chacun de leurs composants. Son symbole est la lettre grecque λ (lambda).

## Définition
Le taux de défaillance d'un équipement à l'instant t est la limite, si elle existe, du quotient de la probabilité conditionnelle que l'instant T de la (première) défaillance de cet équipement soit compris dans l'intervalle de temps donné [t, t + Δt] par la durée Δt de cet intervalle, lorsque Δt tend vers zéro, en supposant que l'entité soit disponible au début de l'intervalle de temps.
Il permet de quantifier le risque en termes de probabilité qu'une entité qui fonctionne correctement depuis la durée t tombe en panne subitement à l'instant suivant t + dt.
Le taux de défaillance s'exprime en FIT.
En anglais, le taux de défaillance se dit failure rate ; lorsqu'il se modélise par une fonction continue, on parle de hazard function (litt. fonction de danger, de péril).

## Taux de défaillance et fonction de survie
Considérons une population de N équipements, mis en service à l'instant 0. À l'instant t, il reste R(t)×N équipements en service ; la proportion R(t) est la fonction de survie de l'équipement considéré. Cette fonction R(t) est la probabilité de n'avoir connu aucune défaillance jusqu'à l'instant t.
La densité de probabilité ƒ(t) d'avoir une défaillance dans la population restante vaut donc :
ƒ(t) = R(t)×λ(t)
comme la probabilité de défaillance représente la variation (négative) de la population, on a aussi :
{\displaystyle f(t)=-{\frac {\mathrm {d} \mathrm {R} }{\mathrm {d} t}}}
et donc :
{\displaystyle \lambda (t)=-{\frac {1}{\mathrm {R} }}{\frac {\mathrm {d} \mathrm {R} }{\mathrm {d} t}}=-{\frac {\mathrm {d} (\ln \mathrm {R} )}{\mathrm {d} t}}}

## Expression avec les probabilités
Ramené à une unité, R est également la probabilité qu'un équipement soit encore en fonctionnement à l'instant t, donc qu'il ait une durée de vie T supérieure à t. On a
{\displaystyle \mathrm {R} (t)=\mathbb {P} (\mathrm {T} >t)=1-\mathbb {P} (\mathrm {T} \leq t)=1-\mathrm {F} (t)}.
D'après la définition du taux de défaillance λ(t) à l'instant t donnée plus haut, on a :
{\displaystyle \lambda (t)=\lim \nolimits _{\mathrm {d} t\to 0}{\frac {\mathbb {P} (\mathrm {T} \leq t+\mathrm {d} t|\mathrm {T} >t)}{\mathrm {d} t}}}
{\displaystyle \lambda (t)=\lim \nolimits _{\mathrm {d} t\to 0}{\frac {\mathbb {P} (\mathrm {T} \in [0,t+\mathrm {d} t]|\mathrm {T} \in ]t,+\infty [)}{\mathrm {d} t}}}
En utilisant les formules de probabilité conditionnelle :
{\displaystyle \lambda (t)=\lim \nolimits _{\mathrm {d} t\to 0}{\frac {\mathbb {P} (\mathrm {T} \in [0,t+\mathrm {d} t]\cap \mathrm {T} \in ]t,+\infty [)}{\mathrm {d} t\cdot \mathbb {P} (\mathrm {T} \in ]t,+\infty [)}}}
{\displaystyle \lambda (t)=\lim \nolimits _{\mathrm {d} t\to 0}{\frac {\mathbb {P} (\mathrm {T} \in ]t,t+\mathrm {d} t])}{dt\cdot \mathbb {P} (\mathrm {T} \in ]t,+\infty [)}}}
{\displaystyle \lambda (t)=\lim \nolimits _{\mathrm {d} t\to 0}{\frac {1}{\mathrm {d} t}}\cdot {\frac {\mathbb {P} (\mathrm {T} \in [0,t+\mathrm {d} t])-\mathbb {P} (\mathrm {T} \in [0,t])}{1-\mathbb {P} (\mathrm {T} \in [0,t])}}}
{\displaystyle \lambda (t)=\lim \nolimits _{\mathrm {d} t\to 0}{\frac {1}{\mathrm {d} t}}\cdot {\frac {\mathrm {F} (t+\mathrm {d} t)-\mathrm {F} (t)}{1-\mathrm {F} (t)}}}
{\displaystyle \lambda (t)=\lim \nolimits _{\mathrm {d} t\to 0}{\frac {1}{\mathrm {d} t}}\cdot {\frac {\mathrm {R} (t)-\mathrm {R} (t+\mathrm {d} t)}{\mathrm {R} (t)}}}
{\displaystyle \lambda (t)={\frac {-\mathrm {R} '(t)}{\mathrm {R} (t)}}}

## Cas particuliers

### Taux de défaillance décroissant

Courbes de survie R, de mortalité F et du taux de défaillance instantané λ pour un taux de défaillance décroissant.

Lorsque le risque de défaillance diminue avec le temps, on parle de « mortalité infantile » : les systèmes ayant des « défauts de jeunesse » ont des défaillances précoces, les systèmes qui « survivent » sont intrinsèquement robustes. Cela peut aussi décrire une situation de rodage.

### Taux de défaillance croissant

Courbes de survie R, de mortalité F et du taux de défaillance instantané λ pour un taux de défaillance croissant.

Lorsque le risque de défaillance augmente avec le temps, cela indique un phénomène d'usure. C'est typiquement le cas des systèmes mécaniques.

### Taux de défaillance constant

Courbes de survie R, de mortalité F et du taux de défaillance instantané λ pour une loi exponentielle.

Lorsque le taux de défaillance λ est constant, cela signifie que le risque de panne est totalement aléatoire ; on a un système dit « sans effet de mémoire », sans usure, il n'y a pas de cumul de dommage. C'est typiquement la situation des systèmes électroniques.
Dans ce cas, la probabilité de défaillance ƒ suit une loi exponentielle. Le taux de défaillance est alors l'inverse du temps moyen de fonctionnement avant panne MTTF (mean time to failure) :
λ = 1/MTTF.

### Taux de défaillance non monotone
Dans le cas général, le taux de défaillance n'est pas monotone. On a souvent :
- une première période de mortalité infantile (élimination des systèmes défectueux, rodage), avec un λ décroissant ;
- dans le cas des systèmes électroniques (mais pas dans le cas des systèmes mécaniques), une période de pannes aléatoires avec un λ constant ;
- une période d'usure avec un λ croissant.

|                                                                          |                                                                      |
| Taux de défaillance « en baignoire », typique des systèmes électroniques | Taux de défaillance « en parabole », typique des systèmes mécaniques |